# Raul do Valle
Raul do Valle é um compositor, regente, professor e pianista. Valle nasceu em Leme, São Paulo, em 27 março de 1936. Estudou com Camargo Guarnieri e diplomou-se em sua classe de composição e regência no Conservatório Musical de Santos, em 1973. É membro fundador da Sociedade Brasileira de Música Contemporânea e da Sociedade Brasileira de Música Eletroacústica. Foi professor do Instituto de Artes da Universidade Estadual de Campinas, onde se aposentou. Em 1994, foi eleito membro da Academia Brasileira de Música. Criou em 1983 o Núcleo Interdisciplinar de Comunicação Sonora (NICS) e foi seu coordenador de 1983 a 2000.

## Obras
Fonte:
- 1980 Contextura[4]
- 1984 Flutuações[5]
- 1984 Reticências[5]
- 1984 Assonâncias[5]
- 1986 Encadeamento, Para Contrabaixos[6]
- 1991 Contrastes[7]
- 2004 Bleublancrouge n.2 para orquestra sinfônica[4]
- 2012 Ipês[4]
- 2012 Sapucaia[4]
- 2014 Improviso para dois violoncelos[4]

## Prêmios
Raul do Valle compôs as trilhas sonoras dos documentários “Beija-Flor” (1994), “Terra de Engenho” (1995) e “Encanto das Águas” (1996), produzidos pela EPTV e que foram premiados internacionalmente. Pelas trilhas desses três documentários, Valle recebeu os seguintes prêmios internacionais: Honorable Mention & Merit award Human and Nature Relationship, no 18º International Wild Life Film Festival, em Missoula (Montana, EUA), e Finalist award, no The New York Film Festival, em Nova Iorque (EUA).